# 直布羅陀體育
體育在直布羅陀居民生活中佔重要地位。相比其不足 7平方（2.7平方英里） 的面積，這個英國海外領土所開展的運動種類相當多樣。直布羅陀政府積極推動本地體育並向多個本地體育協會提供財政支援。直布羅陀亦參與國際賽事，自1958年起出戰大英國協運動會，以及每兩年舉行的島嶼運動會（並於1995年及2019年擔任東道主）。

## 政府角色
體育部（由「體育及康樂部長」領導）負責體育政策，並為教育機構及各運動項目的主管機構提供支援。
直布羅陀體育顧問委員會負責就與體育相關的一切事宜向政府（透過體育部長）提出建議，包括：
- 資本開支優先次序
- 向體育社團／協會分配撥款
- 體育發展
- 國際賽事
- 體育設施的供應與使用

## 體育設施

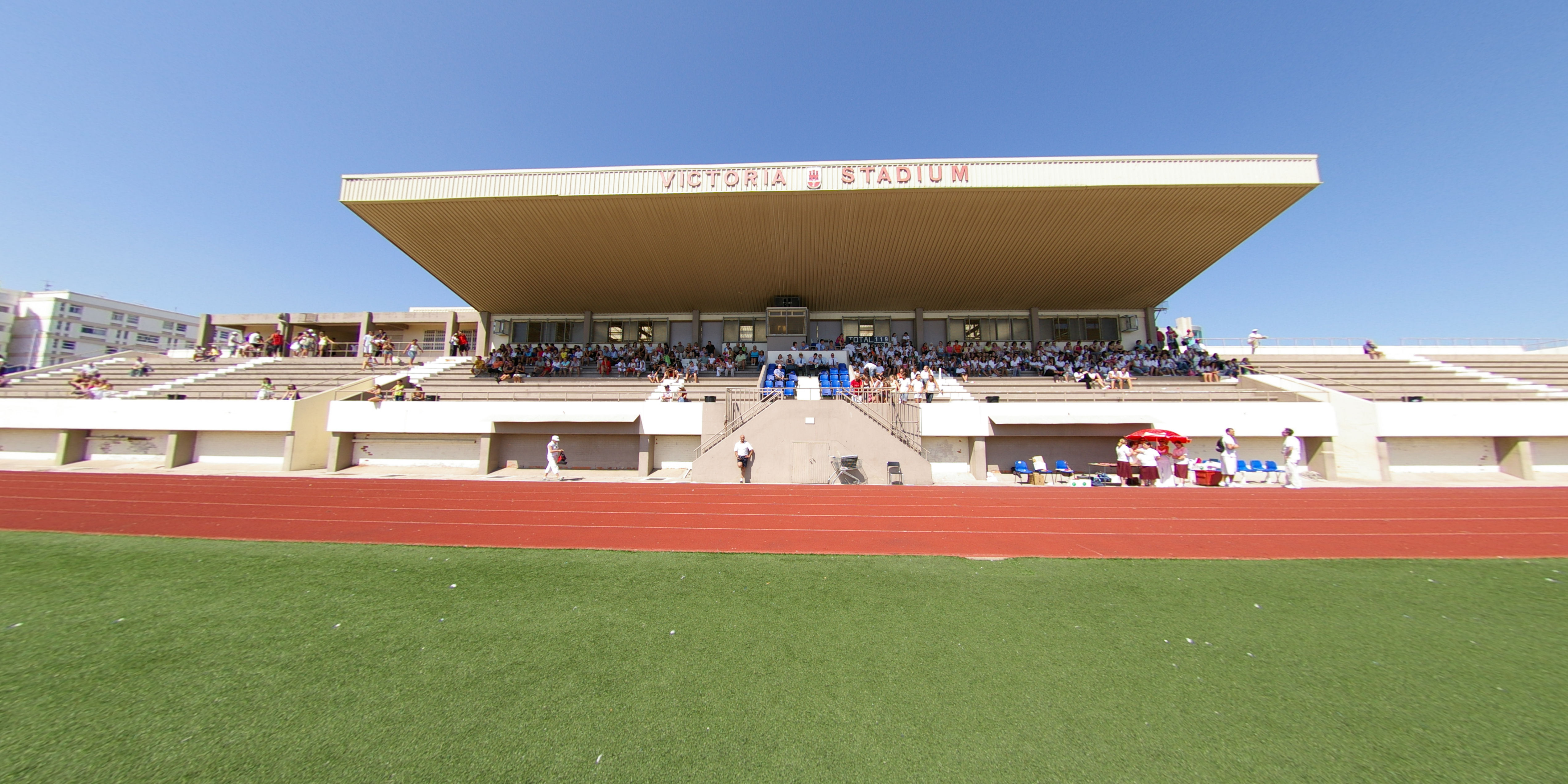
直布羅陀維多利亞球場西看台

政府認同居民參與體育及其他康樂活動的裨益，因此特別重視設施的提供，並盡量讓公眾可免費預約使用。
直布羅陀擁有數量可觀、標準不一的體育設施，既服務本地與旅客的休閒娛樂需求，也讓認真投入的運動愛好者得以提升水平並參加本地及國際賽事。
主要綜合場地包括多用途的維多利亞球場與三百周年體育中心（Tercentenary Sports Centre）。設施涵蓋：人造草足球場、水基質曲棍球場、網球與板式網球球場、田徑場、射箭練習場、板球場、壁球室、高爾夫練習區、攀石牆以及供籃球、羽毛球、排球、無板籃球、手球、五人足球及各類武術之多用途體育館等。

## 運動項目
截至2007年，直布羅陀共有十八個體育協會獲其各自國際主管機構正式承認。其他如直布羅陀國家奧委會則已遞交國際承認申請並在審批中。

### 足球
直布羅陀足球總會曾申請成為UEFA正式會員，但其2007年申請在具爭議情況下遭否決，無視此前體育仲裁法庭判決其應獲接納的裁示；UEFA拒絕的理由是西班牙強力遊說並揚言杯葛任何涉及直布羅陀的活動。最終其於2013年獲接納為會員。

### 板球
直布羅陀板球代表隊曾四度出戰歐洲板球錦標賽最高組別，最佳成績為創辦年1996年於丹麥舉行時得第六（八隊中）。2000及2002年於尚未設升降制度前贏得錦標賽第二級（Division Two）冠軍。

### 英式欖球
直布羅陀的十五人欖球在（英格蘭）英格蘭欖球總會架構下進行；參與者包括本地球隊（如直布羅陀野蠻人橄欖球俱樂部）及駐軍部隊。

### 籃球
直布羅陀籃球由直布羅陀業餘籃球總會（GABBA）管理。受 Grind House 贊助，GABBA 男、女子隊伍於鄰近西班牙加的斯省的成年籃球聯賽作賽。Grind House GABBA 於2007/08賽季奪得女子組冠軍。 GABBA 自1985年成為FIBA會員， 男子國家隊每兩年參加歐洲小國籃球錦標賽。

### 飛鏢
飛鏢在直布羅陀極受歡迎，設有由直布羅陀飛鏢總會組織的常規聯賽。該總會為世界飛鏢聯合會正式會員，並定期派隊參加歐洲及世界錦標賽。職業飛鏢公司（PDC）亦定期到訪，在此舉辦年度分站賽（屬其球員錦標賽系列之一）。
2010年5月，直布羅陀主辦地中海飛鏢盃（Darts Mediterranean Cup），參賽六國為：塞浦路斯、法國、直布羅陀、意大利、馬爾他及土耳其；東道主首次奪得團體金牌。

## 加入的國際體育聯合會
直布羅陀已加入下列國際或地區體育組織：
| 組織                      | 備註                                                         | 身份 | 年份 |
| ------------------------- | ------------------------------------------------------------ | ---- | ---- |
| 英聯邦運動會聯合會 (CGF)  | 直布羅陀自1958年起參加大英國協運動會。                       | 會員 | 1958 |
| 歐洲錦標賽                | 代表隊參加歐洲綜合錦標賽。                                   | 會員 | 2018 |
| 國際足球協會 (FIFA)       | 直布羅陀足總為FIFA及UEFA正式會員。                           | 會員 | 2013 |
| 國際籃球總會 (FIBA)       | 直布羅陀業餘籃球總會為FIBA及FIBA Europe正式會員。            | 會員 | 1985 |
| 國際島嶼運動會協會 (IIGA) | 為IIGA會員並參加島嶼運動會。                                 | 會員 |      |
| 世界飛鏢總會              | 直布羅陀飛鏢總會為WDF正式會員。                              | 會員 |      |
| 世界田径联合会 (IAAF)     | 直布羅陀業餘田徑總會為IAAF、歐洲田總及歐洲小國田徑協會會員。 | 會員 |      |

## 外部連結
- 直布羅陀政府體育頁面
- SportGibraltar.com